# Material Evidence
Material Evidence ist ein internationales Ausstellungsprojekt, das von Benjamin Hiller und Wladislaw Schurigin organisiert und von der Moskauer Zeitung Schurnalistskaja Prawda finanziert wurde. Thematisch befasste es sich in der zuletzt in New York gezeigten Version mit dem Bürgerkrieg in Syrien im Jahr 2011 und den Euromaidan-Protesten in der Ukraine 2013 bis 2014. Euromaidan Press warf den Organisatoren vor, Verbindungen zur russischen Neuen Rechten zu besitzen.
Benjamin Hiller, der in New York als Kurator fungiert hatte, wünschte im Juli 2015 wegen „Desinformation“ und des „unjournalistischen Ansatzes“ nicht mehr mit dem Projekt in Verbindung gebracht zu werden.

## Beschreibung
Gezeigt wurden Bilder von Fotojournalisten wie Khalit Safin, Aybulat Akbutin, Andrei Stenin, Benjamin Hiller u. a., ergänzt durch Gegenstände aus den Konfliktgebieten, die auf den Bildern zu sehen waren.

## Ausstellungen
Das Projekt umfasste mehrere unterschiedliche Ausstellungen, die zwischen Dezember 2013 und April in Russland, Belgien, Deutschland und den USA gezeigt wurden.
Am 23. Dezember 2014 eröffnete die erste Ausstellung der Reihe unter dem Titel Weschdoki. Siria (russisch Вещдоки. Сирия) in Moskau. Sie zeigte Bilder, die die Fotografen Aybulat Akbutin und Halit Safin auf einer Recherchereise gemeinsam mit dem Militärjournalisten Ilja Kramnik aufgenommen hatten. Präsentiert und organisiert wurde die Ausstellung von der Schurnalistskaja Prawda. Vom 15. bis 25. Februar war sie in der russischen Stadt Ufa zu sehen und ab 7. März in Grosny.
Eine zweite Ausstellung thematisierte die gewaltsamen Ausschreitungen während der Euromaidan-Proteste in der Ukraine. Sie wurde vom 8. bis 22. April 2014 in Moskau gezeigt. Die russische Nachrichtenagentur Ria Novosti bezeichnete Wladislaw Schurigin als Organisator.
Im Mai 2014 Anfang Juni wurde eine neue Ausstellung mit Bildern aus Syrien und der Ukraine unter dem Titel „Material Evidence“ zuerst in Brüssel gezeigt und ab Juni 2014 in Berlin. Vom 21. September bis 11. Oktober gastierte diese Version der Ausstellung in New York City.
Die vierte Schau der Reihe zeigte Fotos aus den Konfliktgebieten im Irak und in Afghanistan. Sie wurde vom 15. bis 29. Januar 2015 in Moskau gezeigt, im Februar in Berlin sowie im März 2015 in Brüssel.
Wegen ihres Propagandagehalts erlangte die vorerst letzte Ausstellung Donbass. 365 Tage ATO internationale Aufmerksamkeit. Sie wurde im April 2015 in Moskau und thematisierte den Krieg in der Ukraine.

## Reaktionen
Den Veranstaltern zufolge ist Material Evidence weltweit bereits von mehr als 50.000 Menschen besucht worden.
Als die Ausstellung in New York gastierte, wurde sie nach Angaben des Kurators Benjamin Hiller zum Ziel einer Attacke durch Neonazis, die sich an der Darstellung der Ukraine störten. Die Angreifer besprühten Hiller mit Pfefferspray, randalierten, beschmierten einen Teil der Bilder mit schwarzer Farbe und hinterließen Flugblätter mit Symbolen des ukrainischen Bataillon Asow, das als rechtsextrem gilt. Daher vermuten US-amerikanische Antifaschisten eine New Yorker Sektion des Rechten Sektors hinter der Tat.

## Kontroverse
Die New Yorker Ausstellung und die dazugehörige Werbekampagne auf Linienbussen erregte Kritik u. a. von der Sängerin Ruslana Lyschytschko, die den Machern vorwarf, pro-russische Propaganda zu betreiben und Verbindungen zu Swetlana Sacharowa zu haben. Der Journalist Mat Babiak warf den Organisatoren vor, Teil eines rechtsextremen Netzwerkes zu sein, weil der Co-Organisator Wladislaw Schurigin Mitglied der Nationalbolschewistischen Partei und Chefredakteur der in Moskau ansässigen, nationalpatriotischen Zeitschrift Sawtra ist. Zudem ist Schurigin Mitglied im Isborsky Club, einer Vereinigung konservativer und antidemokratischer Intellektueller, die von dem als Querfrontler umstrittenen Schriftsteller Alexander Prochanow geleitet wird.
In Verbindung mit der Ausstellung bieten deren Macher finanzielle Zuschüsse in erheblicher Höhe für Journalisten an. Die Geldgeber dahinter sind unbekannt. Die dazugehörige Domain material-evidence.com wurde in Sankt Petersburg registriert, die Whois-Daten sind identisch mit denen einer ganzen Reihe antiamerikanischer Websites in russischer Sprache.